# مكابي نتانيا
مكابي نتانيا (بالإنجليزية: Maccabi Netanya F.C.)‏ هو نادي كرة قدم في إسرائيل تأسس في 1934. يلعب في الدوري الإسرائيلي الممتاز.